# Cristian Souza
Cristian Souza España (Montevideo, 28 agosto 1995) è un calciatore uruguaiano, centrocampista del Bellinzona in prestito dal Sion.

## Caratteristiche tecniche
È un esterno destro.

## Carriera
Cresciuto nel settore giovanile del Rentistas, ha esordito il 18 ottobre 2015 in occasione del match di campionato perso 1-0 contro il Peñarol.

## Palmarès

### Club

#### Competizioni nazionali
- Challenge League: 1

Sion: 2023-2024